# Роббо-клуб
«Роббо-клуб» — международная сеть образовательных центров, обучающих детей робототехнике.
Компания «Роббо-клуб» основана в Санкт-Петербурге Павлом Фроловым. Павел Андреевич Фролов известен в России как активист свободного программного обеспечения, который много времени посвятил переходу российского государства на семейство операционных систем для ПК Linux и был одним из инициаторов официальных указов, которые этому были посвящены. В настоящее время[какое?] российское государство ведёт кампанию по отказу от Windows в пользу Linux.
Павел Фролов активно помогал Александру Поносову в «деле Поносова», когда компания Microsoft атаковала школьного учителя из российской глубинки, вменив ему в вину компьютерное пиратство. На примере Поносова Фролов отрабатывал внедрение СПО в российском образовании.
Для развития СПО в России Павел Фролов основал компанию «Линуксцентр».
На базе «Линуксцентра» Фролов создал «Роббо-клуб», который обучает детей робототехнике. Компания имеет филиалы во множестве российских регионов и в нескольких странах мира, например, в Финляндии, Японии, Китае, Нигерии, Марокко и Египте.
«Линуксцентр» является официальным представителем в России платформы Arduino.
«Линуксцентр» издавал в России бумажный журнал Linux Format.